# Matador Records
Matador Records je nezávislé hudební vydavatelství, které bylo založeno roku 1989 Chrisem Lombardim v New Yorku. Roku 1993 společnost zahájila spolupráci s vydavatelstvím Atlantic Records a od roku 2002 je jeho majitelem společnost Beggars Group. Mezi umělce, jejichž nahrávky společnost vydávala, patří například Neko Case, Perfume Genius, Thurston Moore, Superchunk, The New Pornographers nebo Yo La Tengo.